# 三硫化二铈
三硫化二铈是铈的硫化物之一，化学式为Ce2S3。γ-Ce2S3是褐红色的固体，在掺有碱金属时，其颜色转变为橙色。

## 化学性质
三硫化二铈可以被强酸分解，放出硫化氢。